# Sukcinátdehydrogenáza

Obrázek 1 - Struktura SDH. Katalytická podjednotka SDHA (zeleně) obsahující molekulu FAD (červeně) váže sukcinát (tmavě modře). SDHA je spojena s podjednotkou SDHB (světle modře), která obsahuje Fe-S klastry (žluto-oranžové koule). Tento dimer je spojen s hydrofobními podjednotkami SDHC (fialově) a SDHD (žlutě), mezi nimiž se nachází molekula hemu b (zeleno-modře). Na pomezí podjednotek SDHB, SDHC a SDHD se také nachází vazebné místo pro ubichinon (červeně). Podjednotky SDHC a SDHD jsou ukotveny ve fosfolipidové membráně.

Sukcinát dehydrogenáza (SDH), též mitochondriální komplex II (CII) nebo sukcinát-ubichinon oxidoreduktáza (SQR) je enzymatický komplex přítomný v mitochondriích eukaryot a v bakteriálních buňkách. Tento komplex katalyzuje oxidaci sukcinátu na fumarát za současné redukce ubichinonu na ubichinol. Sukcinát dehydrogenáza je tedy řazena mezi oxidoreduktázy. SDH ale zároveň dodává elektrony ze sukcinátu do elektron transportního řetězce. Díky tomu tvoří pomyslnou křižovatku mezi dvěma pro buňku nezbytnými energetickými procesy - citrátovým (Krebsovým) cyklem a dýchacím řetězcem. SDH je také jediným enzymem citrátového cyklu, který není volně v mitochondriální matrix, ale je ukotven ve vnitřní membráně mitochondrií.

## Struktura
Sukcinát dehydrogenáza se skládá ze čtyř různých podjednotek označených jako SDHA, SDHB, SDHC a SDHD (Obrázek 1). Sestavený komplex obsahuje dvě morfologicky odlišné části - hydrofilní část tvořenou SDHA a SDHB, kde dochází k enzymatické aktivitě, a hydrofobní část z podjednotek SDHC a SDHD, která ukotvuje celý komplex ve vnitřní mitochondriální membráně.
SDHA je flavoproteinem, obsahuje tedy kovalentně navázaný kofaktor flavin adenin dinukleotid (FAD), což je derivát vitamínu B2 (riboflavinu). Důležitým kofaktorem podjednotky SDHB jsou tři Fe-S klastry [2Fe-2S], [4Fe-4S] a [3Fe-4S]. SDHB spojuje katalytickou podjednotku SDHA s hydrofobní kotvou, která je tvořena z pojednotek SDHC a SDHD, mezi něž je vložena molekula hemu b, která zřejmě slouží ke stabilizaci (Obrázek 1).
Kromě vazebného místo pro sukcinát (na podjednotce SDHA) obsahuje sukcinát dehydrogenáza hlavní vazebné místo pro ubichinon na pomezí podjednotek SDHB, SDHC a SDHD (Obrázek 1).

## Skládání a maturace
Všechny podjednotky sukcinát dehydrogenázy jsou kódovány v jaderném genomu, musí být tedy po translaci translokovány do mitochondriální matrix, kde dochází k poskládání celého komplexu. Na podjednotku SDHA je po přesunu do mitochondrie kovalentně navázán kofaktor FAD, k čemuž je zapotřebí dalšího proteinu - asemblačního faktoru sukcinát dehydrogenázy 2 - SDHAF2. Další asemblační faktor - SDHAF4 - chrání monomerní podjednotku SDHA a napomáhá jejímu spojení s SDHB.
Do podjednotky SDHB jsou mitochondriálními proteinovými komplexy vloženy Fe-S klastry, které jsou ovšem náchylné na působení kyslíkových radikálů, dokud není celý komplex SDH poskládán. K její ochraně před radikály slouží další dva asemblační faktory - SDHAF1 a SDHAF3. Žádný z výše zmíněných asemblačních faktorů ovšem není součástí maturované funkční SDH.
Nakonec je dimer SDHA-SDHB spojen s hydrofobními podjednotkami SDHC a SDHD, mezi něž je neznámým způsobem vložena molekula hemu b.

## Mechanismus funkce

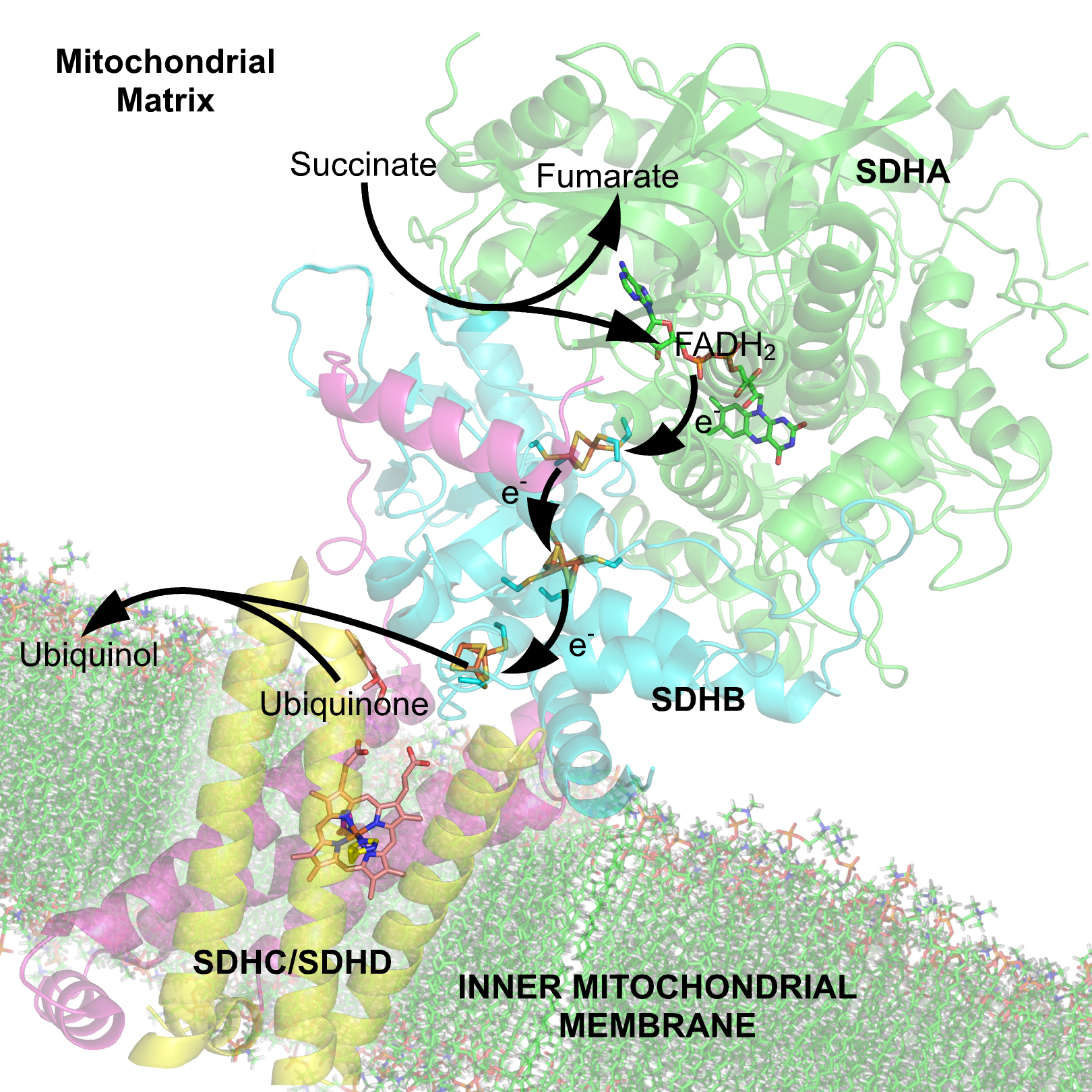
Obrázek 3 - Mechanismus funkce SDH

Enzymatická funkce sukcinát dehydrogenázy spočívá v katalýze oxidace sukcinátu a následném přenosu elektronů na molekulu ubichinonu (Obrázek 3). Molekula sukcinátu je vodíkovými vazbami stabilizována v aktivním místě podjednotky SDHA. Jeden z uhlíků molekuly sukcinátu je poté deprotonován a kofaktor FAD přijme hydrid z dalšího uhlíku molekuly. Tím ze sukcinátu vzniká fumarát a FAD je redukován na FADH2 (Obrázek 4).

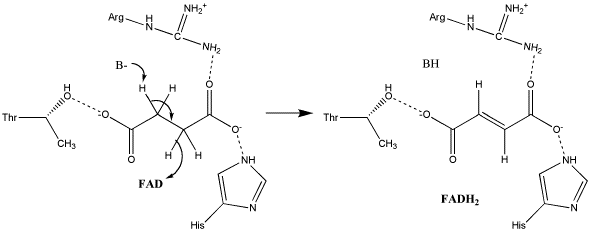
Obrázek 4 - Jeden z možných mechanismů dehydrogenace sukcinátu

Elektrony z molekuly FADH2 jsou poté přesouvány mezi jednotlivými Fe-S klastry podjednotky SDHB až do ubichinon vazebného místa. Poslední [3Fe-4S] klastr poté předává elektrony na ubichinon, který je redukován na ubichinol. Ten dále přenáší elektrony v rámci dýchacího řetězce.
Činnost enzymu je inhibována malonátem, který má totiž podobnou stavbu jako sukcinát a působí tak kompetitivně inhibičně. Také oxalacetát má inhibiční účinky.